# Грампіанські гори

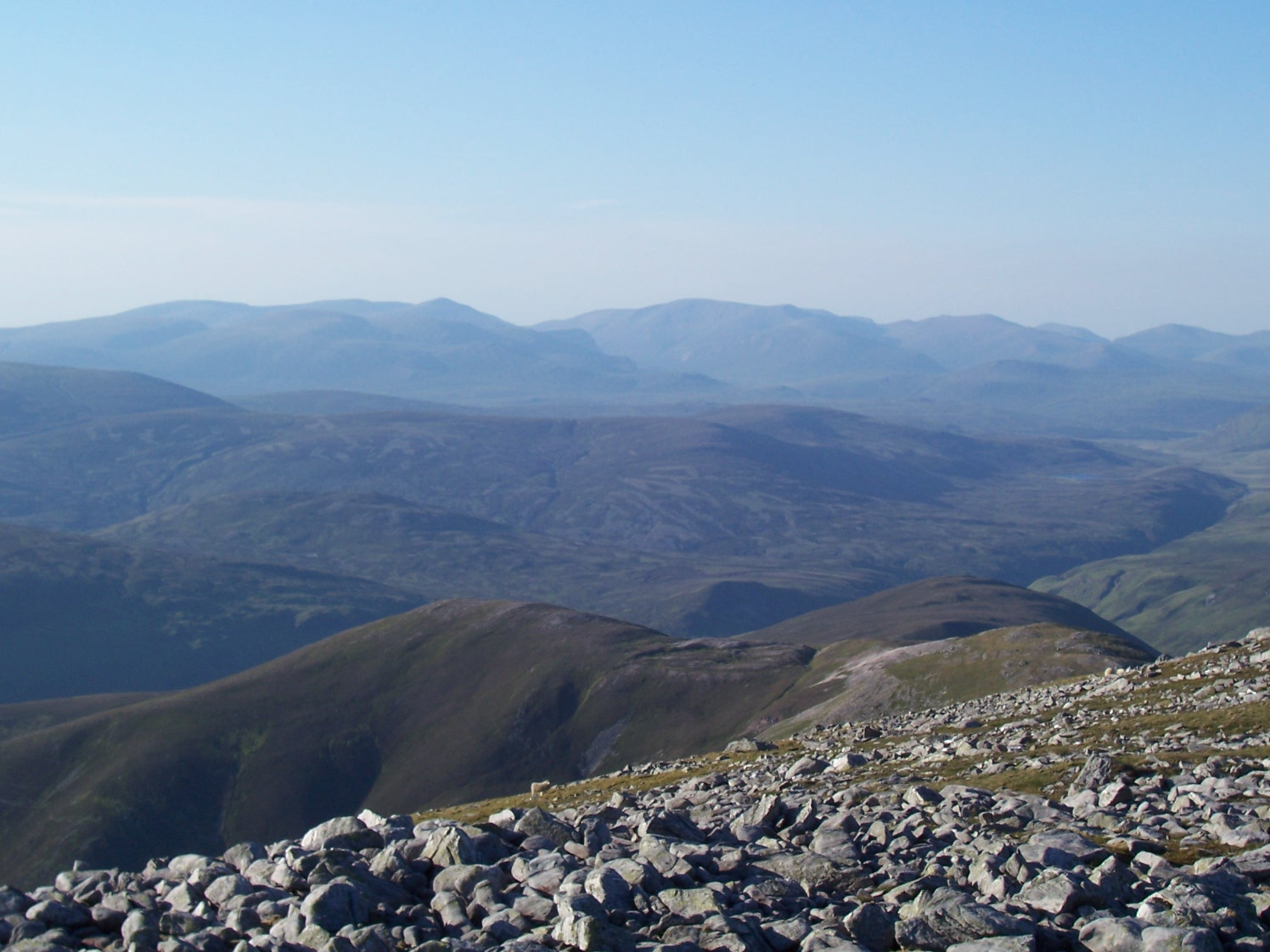
Грампіанські гори

Грампіанські гори, Грампіани (шотл. гел. Am Monadh) — три гірських пасма в центральній Шотландії, що простягаються з південного заходу на північний схід. Найвища точка гір і всієї Шотландії гора Бен-Невіс 1344 м. Виділяється район гор Карнгорм з вершиною Бен-Макду 1 309 м. Гори складаються з граніту, гнейсів, мармуру та кварциту. На півночі гори відділяє від Північно-західного Шотландського нагір'я ущелина Грейт-Глен (англ. The Great Glen) з низкою глибоких вузьких озер Лох-Несс, Лох-Лохі. На півдні гори зриваються уступами до рифтової долини Шотландської низовини (англ. Central Belt).
Численні річки й гірські потоки (шотл. Burn) спускаються з гір: Tay, Spey, Cowie Water, Muchalls, Pheppie, Elsick, Cairnie, Don, Dee, Esk.
Територія слабо заселена. Найбільше місто Обан на узбережжі Ферт-ов-Лоурна.